# Bowlesia lobata
Bowlesia lobata là một loài thực vật có hoa trong họ Hoa tán. Loài này được Ruiz & Pav. mô tả khoa học đầu tiên năm 1794.